# Vriesea triangularis
Vriesea triangularis är en gräsväxtart som beskrevs av Raulino Reitz. Vriesea triangularis ingår i släktet Vriesea och familjen Bromeliaceae. Inga underarter finns listade i Catalogue of Life.